# Alexander Ahl Holmström
Alexander Gustav Kent Ahl Holmström (* 4. April 1999) ist ein schwedischer Fußballspieler. Er stand bis Saisonende 2024 in seinem Herkunftsland bei GAIS Göteborg unter Vertrag. Ab Januar 2025 spielt er für den 1. FC Magdeburg. Zuvor hatte der Mittelstürmer, der größtenteils nie die Ausbildung eines Profivereins genossen hat, unter anderem bei Kalmar FF, bei AFC Eskilstuna und bei Örgryte IS gespielt.

## Laufbahn als Fußballspieler
Alexander Ahl Holmström hatte bis zu seinem 17. Lebensjahr nie für einen Profiverein gespielt, sondern lief für den FC Gute auf, bevor er in die U19 von Kalmar FF wechselte. Während der Saison 2017 kam er dort sowohl für die Jugend als auch für die Reservemannschaft zum Einsatz. Am 27. September 2018 gab er im Alter von 19 Jahren bei der 1:2-Niederlage in der Allsvenskan gegen BK Häcken sein Profidebüt. Mit Hilfe eines Zweitspielrechtes spielte Ahl Holmström während der Saison 2019 für den Drittligisten Oskarshamns AIK. Noch im Sommer besagten Jahres kam er wieder zu Kalmar FF und erhielt auch Spielpraxis, konnte sich aber nicht in der Stammelf behaupten. Auch in der Saison 2020 änderte sich nichts an diesem Zustand und deswegen wechselte Alexander Ahl Holmström im Januar 2021 zum Zweitligisten AFC Eskilstuna. Hier spielte er regelmäßig und stand oft auch in der Startelf. Mit neun Toren empfahl er sich für einen Wechsel zu Örgryte IS. Hier spielte er ebenfalls häufig, kam aber nicht über eine Jokerrolle hinaus. Mit diesem Verein musste Ahl Holmström in die Play-off-Spiele um den Ab- und Aufstieg gegen den Drittligisten Sandvikens FF, in der er mit dem Tor zum 2:3-Endstand in der 71. Minute des Rückspiels (Hinspiel endete mit einem 2:0-Sieg) den Klassenerhalt sicherstellen konnte.
Im Januar 2023 zog es ihn nach Göteborg zum Ligarivalen GAIS, wo er nun sein Glück fand. Auch hier spielte Alexander Ahl Holmström zwar regelmäßig, ohne dabei Stammspieler zu sein, allerdings trug er mit acht Toren zum Aufstieg in die Allsvenskan bei. In der Saison 2024 erzielte er in 29 Spielen 10 Tore.
Im Januar 2025 wechselt er nach Deutschland zum 1. FC Magdeburg.